# Enstedværket
Enstedværket var et kul- og oliefyret kraftværk ved Åbenrå Fjord. Det blev opført af andelsselskabet Sønderjyllands Højspændingsværk i 1958. Det afløste et højspændingsværk fra 1924, som var beliggende på havnen i Aabenraa. Enstedværket blev udvidet med en blok 2 i 1969 og en blok 3 i 1979. Efter liberaliseringen af elmarkedet i 1999 blev kraftværket udskilt i et produktions og et netselskab, og den 22. juni 2000 fusionerede selskabet med de fem andre kraftværksselskaber i Jylland og på Fyn. Ved fusionen skiftede værket navn til Elsam A/S Enstedværket. Efter sammenlægningen af seks danske energiselskaber DONG, Elsam, Energi E2, Nesa, Københavns Energis elaktiviteter og Frederiksberg Forsyning, blev selskabet DONG Energy A/S stiftet, værket skiftede navn til DONG Energy, Generation A/S, Enstedværket.
Værket lå på et 29 ha stort areal ved Aabenraa Fjord. Området, hvor værket lå, er tidligere fjordbund, der er hævet over vandspejlet ved indpumpning af 1,5 mio. kubikmeter sand fra andre steder i fjorden.

Den sidste del af Enstedværket, blok 3, blev sprængt den 23 maj 2019. Arealet med blok 3 fylder 134.000 kvadratmeter. Blokken nedrives over en periode på godt 2,5 år, og nedrivningen og retableringen af arealet til brug forventes først afsluttet i 2020. Arbejdet med at nedbryde blok 3 er langt større end den nedbrydning af blok 2, som sluttede i 2017. Både mængden af beton og stål, der skal nedbrydes og fjernes, er mere omfattende. Skorstenen er i så dårlig stand at den også bliver revet ned. 
Enstedværket lukkede for den sidste biokedel den 30. oktober 2013, og er dermed ikke længere i drift. I følge DONG energy producerer kraftværket ikke længere el og varme, men leverer stabilitet til det danske elnet ved hjælp af en synkronkompensator. En synkronkompensator er en generator, der drives af elnettet i stedet for af en kedel og turbine. Generatoren har nogle af de samme egenskaber som et kraftværk, der gør, at den kan stabilisere spændingen på elnettet samt understøtte nettet ved fejl, men kan dog ikke producere energi.

## Enstedværket har Nordeuropas største kul- og oliehavn
Enstedværket har Nordeuropas største kul- og oliehavn Havnen har en dybde på op til 18 meter, og det giver mulighed for at modtage fuldlastede tankskibe på 150.000 ton og kulskibe med laster på op til 180.000 ton.
Transport af kul fra kulpladsen til kraftværk og udskibningsanlæg foregår via båndanlæg med en kapacitet på 1.500 ton/time. I tilslutning til kulpladsen findes et transportanlæg til udskibning af kul til de øvrige Elsam-værker. Kullene transporteres i specielle kulpramme, der kan rumme 10.000 ton. Efter lukningen af værket fungerer havnen stadig som mellemlager for kul.

## Kedelanlæg
Kedlen er en Babcock & Wilcox af Benson-typen, der anvender kul og olie som brændsel i et hvilket som helst forhold. Ved ren kulfyring forbrændes ca. 200 ton pr. time. Kullene formales til fint støv i seks kulmøller og blæses derefter ind i kedlens fyrrum gennem 36 brændere. Kedlen er sammensat af over 500 km rør, og på sin vej gennem rørene opnår dampen en temperatur på 540 °C og et tryk på 200 bar.
Når dampen har afleveret energien i turbinen, fortættes den til vand i kondensatorerne og pumpes tilbage til kedlen til fornyet opvarmning. Der er således tale om et lukket kredsløb.

## Halm- og fliskedelanlæg
I 1997 blev der bygget et kombineret halm- og flisanlæg i det gamle kedelhus, hvor Enstedværkets blok 2 havde været.
Anlægget består af to sammenhængende kedler. Den første anvendes til halmafbrænding, hvor dampen opvarmes til 470 °C. Herefter sendes dampen videre til fliskedlen, hvor temperaturen hæves til ca. 542 °C og et tryk på 200 bar, inden dampen nyttiggøres i blok 3's turbineanlæg.

## Turbineanlæg
Turbinen er af fabrikat Siemens. Den består af en højtryks-, mellemtryks- og to lavtryksturbiner, der drives af dampen fra kedlen med 3.000 o/min.
På samme aksel er påbygget en generator. Generatoren roterer med 3.000 o/min. og yder 660 MW. Det svarer til 900.000 HK. I kortere perioder kan generatoren overbelastes op til 715 MW.
En del af turbinedampen udtages og udnyttes til fjernvarmeproduktion (80 MJ/sek). Dampen anvendes ligeledes til intern forvarmning og drift af en 20 MW fødepumpeturbine.
Når dampen forlader turbineanlægget nedkøles den til vand i to kondensatorer. Til nedkøling anvendes vand fra Aabenraa Fjord, og ved fuldlast skal der bruges ca. 85.000 m³ vand pr. time.

## Miljøanlæg
For at leve op til skærpede nationale og internationale miljøkrav om fjernelse af svovlilter (SOx) og kvælstofilter (NOx) er der indbygget et røggasrensningsanlæg på anlægget.
Kvælstofilterne fjernes i et deNOx-anlæg baseret på en såkaldt SCR High Dustproces, hvor røggassen i en reaktor tilsættes ammoniak, hvorved kvælstofilterne omdannes til frit kvælstof og vanddamp. På den måde fjernes årligt ca. 92 % af kvælstofilterne svarende til ca. 8.000 ton.
Svovlilterne fjernes i en absorber, hvor der sprøjtes en kalkopløsning ind i røggassen. Herved indgår svovldioxid og kalk en kemisk forbindelse og bliver til gips.
Med et årligt kalkforbrug på ca. 30.000 ton dannes der ca. 90.000 ton gips. Gipsen er af en sådan kvalitet, at den kan anvendes som råstof i andre industrier. Med en virkningsgrad på ca. 98 % fjernes på denne måde ca. 30.000 ton SOx årligt.

## Galleri
- Enstedværket 2009
- Det tidligere Enstedværks arealer set fra badebroen ved Åbenrå Strand 2022